# Rochdale
Rochdale – miasto w północno-zachodniej Anglii (Wielka Brytania), w hrabstwie Wielki Manchester, w dystrykcie metropolitalnym Rochdale, położone nad rzeką Roch. Miasto jest oddalone o ok. 16 km (10 mil) od Manchesteru i ok. 8 km (5 mil) od Oldham. W 2021 roku miasto liczyło 111 255 mieszkańców.
W mieście rozwinął się przemysł włókienniczy, chemiczny, maszynowy oraz elektrotechniczny.

## Miasta partnerskie
- Lwów, Ukraina
- Tourcoing, Francja
- Sahiwal, Pakistan